# Orašnica
Orašnica je rijeka u Hrvatskoj. Izvire južno od Vrpolja u sjevernom rubu Kninskoga polja podno Crvenog kuka (492 m) na kontaktu jurskih vapnenaca i dolomita. Otječući prema jugu proširuje svoju aluvijalnu ravan koja se kod glavice Monti (254 m) spaja s ravnicom Krke.
Orašnicu hrani nekoliko vrela od kojih je najjače Crno vrelo kod Jelića.
Gornji dio toka Orašnice je potpuno ekološki očuvan, dok je donji u cijelosti reguliran zemljanim i betonskim nasipima kako bi se Knin zaštitio od poplava i isušile močvare u kojima su obitavali malarični komarci.
Orašnica je duga pet kilometara. Nekad se u Krku ulijevala kod današnjeg Vatrogasnog doma, a danas joj je ušće pomaknuto kilometar uzvodno.
Ova kninska rijeka nikad ne presuši.

## Galerija
- Ploča na mostu
- Orašnica s mosta
- Orašnica s mosta
- Orašnica
- Orašnica